# Бевилакква, Джулио
Джулио Бевилакква (итал. Giulio Bevilacqua; 15 сентября 1881, Изола-делла-Скала, королевство Италия — 6 мая 1965, Брешиа, Италия) — итальянский куриальный кардинал, ораторианец. Титулярный архиепископ Гаудиабы с 15 по 18 февраля 1965. Кардинал-дьякон с 22 февраля 1965, с титулярной диаконией Сан-Джироламо-делла-Карита с 25 февраля 1965.
Похоронен на Монументальном кладбище в Брешии.